# Francisco Ferreira Correia
Francisco Ferreira Correia (Paranaguá, 17 de abril de 1834 — Rio de Janeiro, 5 de dezembro de 1876) foi um político brasileiro.
Foi presidente das províncias de Santa Catarina, de 18 de maio de 1870 a 9 de janeiro de 1871, e do Espírito Santo, de 18 de fevereiro de 1871 a 19 de junho de 1872.